# Nordostasien

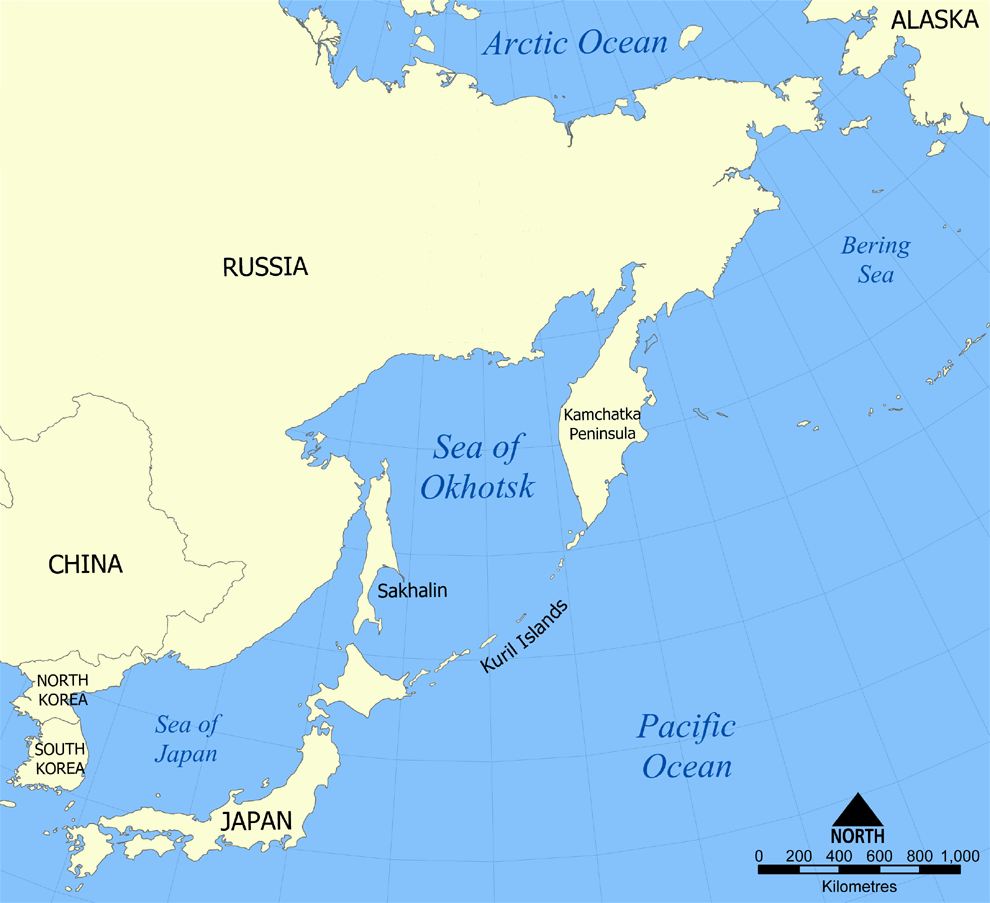
Karte mit den Ländern und Regionen in Nordostasien

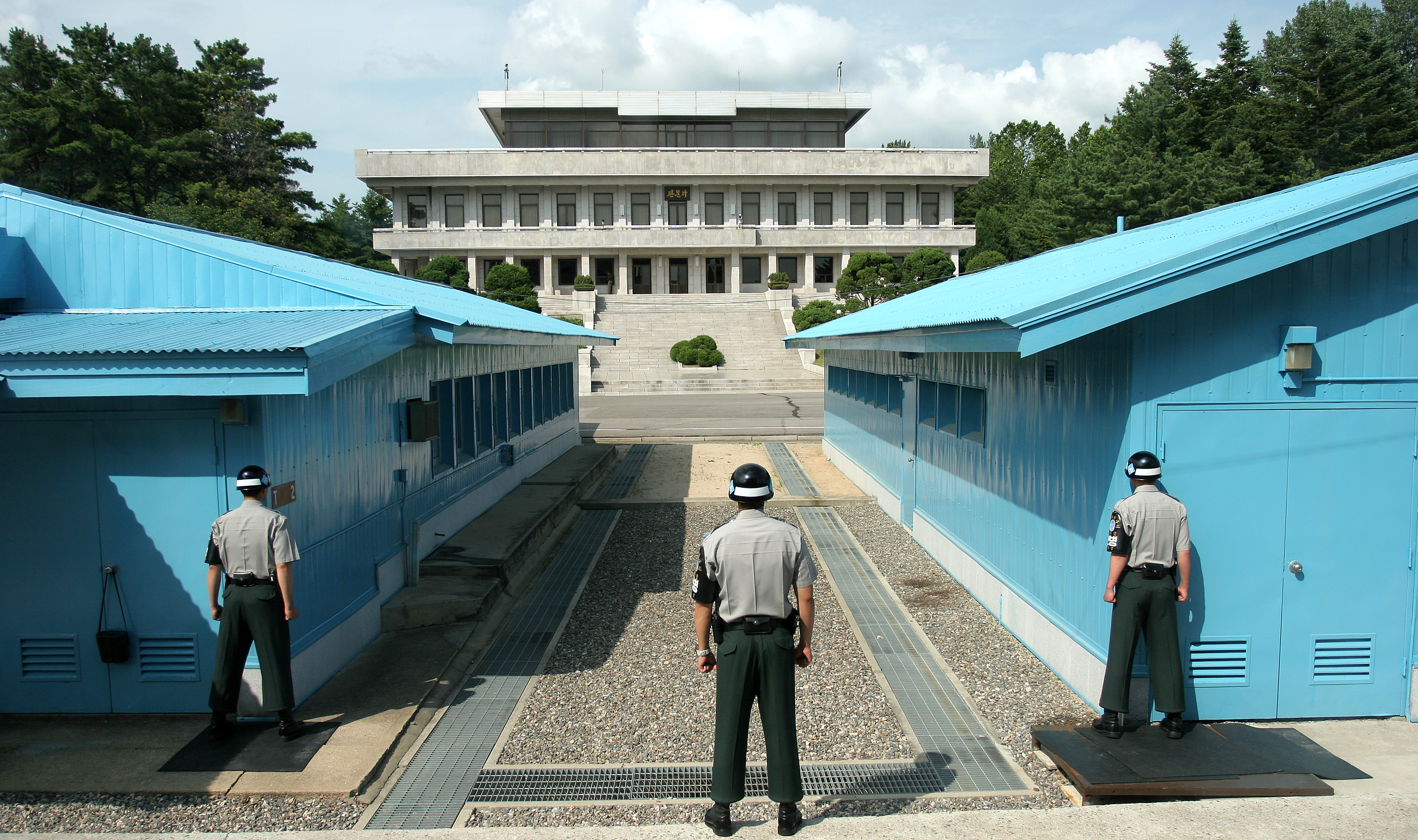
Kalter Krieg an der koreanischen Demarkationslinie in der Joint Security Area

Nordostasien ist eine geografische Subregion in Asien. Im Nordosten grenzt seine Landmasse an den nördlichen Pazifischen Ozean.
Der Begriff Nordostasien wurde in den 1930er Jahren von dem amerikanischen Historiker und Politikwissenschaftler Robert Kerner populär gemacht. Nach Kerners Definition umfasst „Nordostasien“ den japanischen Archipel, die Koreanische Halbinsel, das Mongolische Plateau, die Nordostchinesische Ebene und die gebirgigen Regionen des russischen Fernen Ostens, die sich vom Fluss Lena im Westen bis zum Pazifischen Ozean im Osten erstrecken.
Gelegentlich wird Nordchina ebenfalls mit einbeschlossen.
Der Ausmaß ändert sich je nach Kontext.
Das Sprachareal Nordostasien beheimatet folgende Sprachfamilien: Ainuisch, Amurisch, Japonisch, Tschuktscho-kamtschadalisch, Koreanisch, Mongolisch, Tungusisch, Turkisch, Jenisseisch und Jukagirisch.
Die Far Eastern Economic Review definiert die Region als China, Japan, Korea, die Mongolei und Russland. Auf diese sechs Länder entfallen etwa 40 Prozent der weltweiten Tourismusindustrie, unterschiedliche wirtschaftliche Entwicklungen und politische Konfrontationen (z. B. Korea) erschweren jedoch deren Blüte.
Ende der 1990er Jahre hatte Nordostasien einen Anteil von 12 % am weltweiten Energieverbrauch, Tendenz stark steigend. Bis 2030 wird durch das starke Wirtschaftswachstum in der Region mit einer Verdopplung bis Verdreifachung dieses Anteils gerechnet.